# Kitarō Nishida

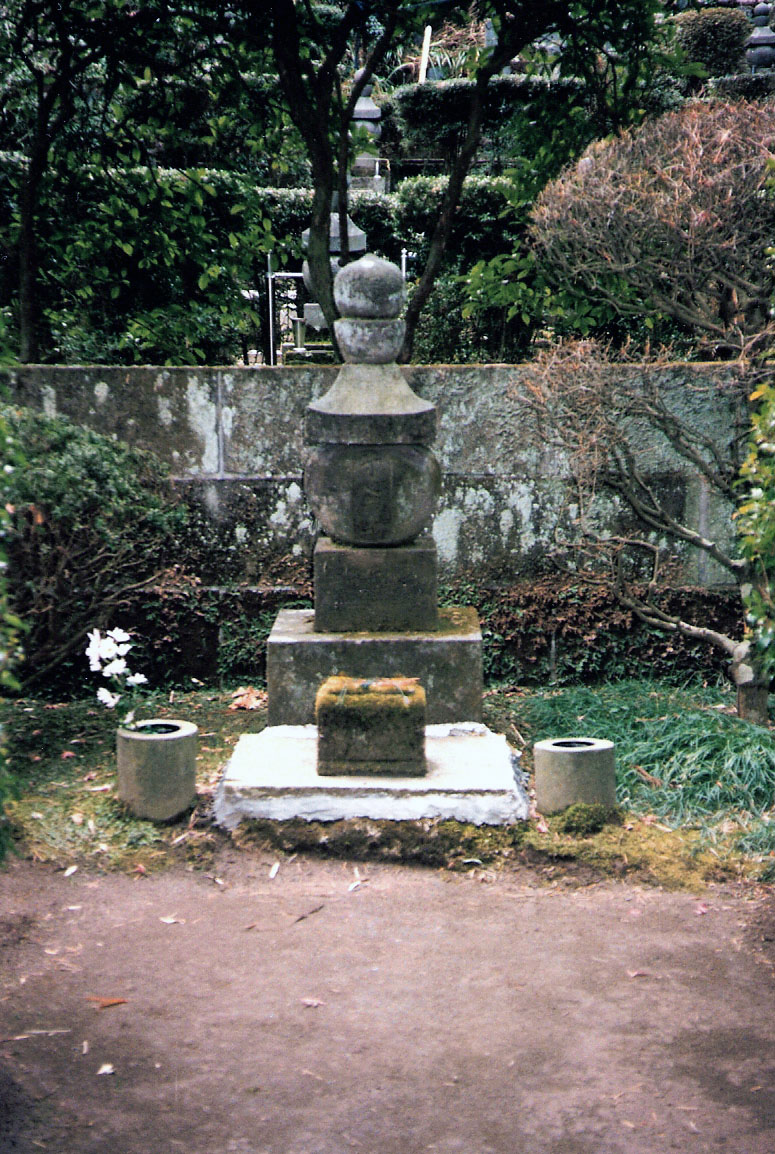
Tumba de Nishida en Kamakura

Kitarō Nishida (西田 幾多郎 Nishida Kitarō?,  1870 - Prefectura de Ishikawa, 1945) fue un filósofo japonés, considerado usualmente como el precursor de la Escuela de Kioto. Estudió filosofía en la Universidad de Tokio, graduándose en 1894. Fue profesor de alemán en un instituto secundario en la Prefectura de Ishikawa. Más tarde se convirtió en profesor de la Universidad de Kioto. Nishida se retiró en 1927. En 1940 fue nombrado con la Orden de la Cultura (文化勲章, bunka kunshō). Falleció de una infección renal en 1945 a los 75 años, antes de que concluyera la Segunda Guerra Mundial.

## Filosofía
Nishida se nutrió tanto de corrientes de pensamiento occidentales como orientales. Sus influencias principales dentro de la filosofía europea fueron el idealismo alemán y la fenomenología de Edmund Husserl. A su vez se sentía fuertemente atraído por la teología negativa de los filósofos medievales como Meister Eckhart, Escoto Eriúgena y Nicolas de Cusa.
Su producción intelectual va aproximadamente desde 1911, cuando publica su primer libro, Indagación del bien, en el 1945, año de su muerte y de una de sus obras principales, La lógica del topos y cosmovisión religiosa.
Sus conceptos principales son el de experiencia pura (junsui keiken), topos (bashô), Nada Absoluta (zettai mu) y mundo mundial (sekai teki sekai).
Cuando David A. Dilworth escribió sobre los libros de Nishida, él no mencionó el primer libro en su clasificación útil. En su libro Zen no kenkyū «Una búsqueda del Bien», Nishida escribió sobre la experiencia, la realidad, el bien y la religión. El filósofo japonés sostuvo que la forma más profunda de la experiencia es la experiencia pura. Nishida ha analizado el pensamiento, la voluntad, la intuición intelectual y la experiencia pura. Según la visión de Nishida, así como según la esencia de la sabiduría oriental, aspiramos a la armonía en la experiencia, a la unidad.

## Pensamiento político
Si bien su desarrollo fue principalmente metafísico, Nishida escribe durante un clima político tenso, debido a lo cual, no pudo permanecer aislado de la política. Japón toma Manchuria en 1931. A partir de 1932 el mando de gobierno es ocupado por los militares. Nishida en 1936 escribe en conexión con el gobierno para el Comité para la reforna de la educación. En 1937 escribe a pedido del gobierno militar un ensayo para la Conferencia de la Gran Asia Oriental. Su vida pública estaba al menos en casos particulares, vinculada fuertemente con el ambiente político. En estas irrupciones Nishida muchas veces critica al régimen, pero también es cierto que comparte rasgos con él.
Las acusaciones frente a su supuesto nacionalismo provienen de su concepto de «kokutai» es un concepto complejo. Literalmente significa «cuerpo (tai) nacional (koku, kuni=país)» y es un término que se puede hallar en los documentos chinos anteriores a la dinastía Han (202 a. C. - 220 d. C.) para significar la organización del estado. Nishida lo utiliza para resaltar la importancia de la autoconciencia étnica de la sociedad japonesa y la importancia del Emperador, «Tennô», como topos de la contradicción entre el individuo y sociedad. Es decir, como síntesis absoluta de la contradicción. Para Nishida, el Trono Imperial es el sujeto concreto de sujetos concretos, esto es, es el sujeto de Asia Oriental.

## Obras de Nishida
- «La lógica de la Nada y la cosmovisión religiosa». Pensar desde la nada (Salamanca: Sígueme). 2006.
- «Problemas de la cultura japonesa». Textos de la filosofía japonesa moderna (Michoacán: Conaculta) 1. 1995.
- «Teoría del Kokutai». Estado y Filosofía (Michoacán: Colegio de Michoacán). 1985.
- Indagación del Bien. Trad. Alberto Luis Bixio de la versión inglesa de Masao Abe. Barcelona: Gedisa. 1995.